# Minilimosina ismayi
Minilimosina ismayi är en tvåvingeart som beskrevs av Rohacek 1983. Minilimosina ismayi ingår i släktet Minilimosina och familjen hoppflugor.
Artens utbredningsområde är Spanien. Inga underarter finns listade i Catalogue of Life.